# Казан Іван
Іва́н Каза́н (1852? — після 1929) — кобзарський цехмайстер у 1889–1929 р.р., а можливо і далі.
Був в одному колі з харківськими кобзарями С. Пасюгою, П. Древченком та П. Гащенком. Згадується у багатьох оповідях від цих кобзарів. Жив на Богодухівщині.
Після смерті Хведора Вовка обраний у 1889 р. на «Грайворонській раді» на Східній Слобожанщині цехмайстром «всієї Слобожанщини, Криму і Поазов'я».
Досконало знав Вустинські книги.
Дозволив кобзарям навчати видющих аматорів.
1929 року був ще живим. Дата смерті і місце поховання невідомі.